# Ein Drama auf der Jagd

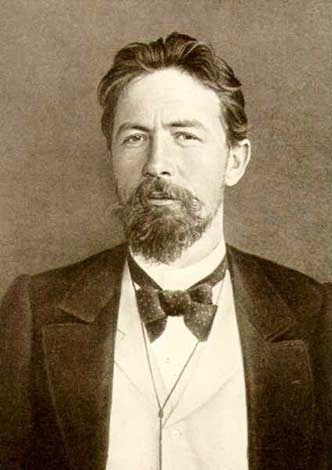
Anton Tschechow

Ein Drama auf der Jagd, auch Das Drama auf der Jagd (russisch Драма на охоте, Drama na ochote), ist ein Kriminalroman des russischen Schriftstellers Anton Tschechow, der 1884 entstand und 1884/1885 in Fortsetzungen in der Moskauer Zeitschrift Nowosti dnja (Schlagzeilen) erschien. Tschechow hatte zunächst mit Antoscha Tschechonte und darauf mit A. Tschechonte signiert.

## Binnenerzählung
In seinem Manuskript „Ein Drama auf der Jagd. Aus den Aufzeichnungen eines Untersuchungsrichters“ gibt sich der Ich-Erzähler Kamyschew als Sergej Petrowitsch Sinowjew aus. Der Untersuchungsrichter hatte seinen alten Freund und Saufbruder, den begüterten Grafen Alexej Karnejew, während des Jurastudiums an der Universität kennengelernt. Die Leber des Letzteren ist vom Trinken zerstört. Auf dem prunkvollen Landsitz Karnejewka des Grafen folgt ein Trinkgelage der beiden Freunde dem anderen. Nach einer der Orgien lassen sich die Herrschaften über den am Gut gelegenen See rudern. Der volltrunkene Untersuchungsrichter bringt einem rudernden Bauern eine Kopfwunde mit dem Ruderblatt bei. Der Untersuchungsrichter weiß wohl, er ist „verdorben bis ins Mark“. Als der sehr gut besoldete Sinowjew die Hälfte der Gage, die engagierte Unterhalter eines dieser Gelage beanspruchen, bezahlen will, lehnt der gastgebende Graf das Ansinnen brüsk ab. Der Untersuchungsrichter wirft die Banknoten ins Feuer. Der Pole Kajetan Kasimirowitsch Przechocki, ein Sinowjew unbekannter Freund des Hauses, löscht die Wertpapiere und bringt diese an sich. Später wird der Untersuchungsrichter Augenzeuge, als der arme Schlucker Kajetan auf der Post den Packen Geld überweist.
Dort auf dem Lande am See begegnet der Untersuchungsrichter Olga Nikolajewna, der Tochter des geisteskranken Försters Skworzow. Der 50-jährige adelige Pjotr Jegorytsch Urbenin – Gutsverwalter des Grafen, ein Witwer mit den zwei Kindern Sascha und Grischa – ist auch noch in Olenka, wie die schöne Olga gerufen wird, verliebt.
Der 30-jährige Kreisarzt Dr. Pawel Iwanowitsch Wosnessenski, von Sinowjew freundschaftlich Kiebitz genannt, ist unglücklich in Nadeshda Nikolajewna Kalinina, die Tochter des Friedensrichters, verliebt. Der Untersuchungsrichter hat bei der jungen Dame auf Anhieb Glück. Nadeshda verliebt sich in ihn. Bald hält die Familie Kalinin den stattlichen jungen Sinowjew für Nadeshdas Bräutigam. Als Sinowjew zufällig mitbekommt, dass er vom Friedensrichter als Bräutigam der Tochter angesehen wird, zieht er sich aus dem Hause Kalinin für immer zurück. Nadeshda verwindet das nicht.
Die unerfahrene junge Olenka will den zwar vermögenden, doch wesentlich älteren Urbenin heiraten. Von seinem Geld will sie den Wahnsinn ihres Vaters behandeln lassen. Der Untersuchungsrichter nimmt ihr den Heiratsgrund nicht ab. Er will ihr das erforderliche Geld geben. Vergebliche Liebesmüh. Auf der pompösen Hochzeit – der Landadel ist geladen – übernimmt Sinowjew die Rolle des Brautführers. Als Olenka auf der Feier nach dem obligatorischen Kuss in den gräflichen Park flüchtet und ausbleibt, rettet der Untersuchungsrichter die Situation, indem er sie solo mit Erfolg sucht. Allerdings bleiben die Zwei ein wenig lange der adeligen Hochzeitsgesellschaft fern. Der einfache Grund: Beide erkennen, sie sind füreinander bestimmt. Allerdings wird ihre Umarmung von Kajetan beobachtet. Sinowjew zur frisch verheirateten Olenka: „...ich bin fest entschlossen, Liebste. Du wirst meine Frau.“
Später auf der Hochzeitsfeier bringt Nadeshda unter vier Augen allen Mut zu der Frage: „Darf ich hoffen?“ auf. Der Untersuchungsrichter verweigert die Antwort.
Der Graf interessiert sich für Olenka und Nadeshda. Als der Friedensrichter das Interesse für seine Tochter bemerkt, erfreut ihn das. Vielleicht bekommt er einen Grafen zum Schwiegersohn. Nadeshda will nichts mehr von ihrem treuen Verehrer Dr. Wosnessenski wissen. Der abgewiesene Kiebitz ist nun dem Untersuchungsrichter böse. Der Graf kann seinem Freund, dem Untersuchungsrichter, Fortschritte bei Olenka vermelden und gesteht, er wolle sie lediglich verführen; also niemals heiraten. Stiefmutter Olenka ist garstig zu ihren beiden angeheirateten Kindern. Olenka behauptet vor dem Grafen und seinem Freunde Sinowjew, ihr Mann habe sie geschlagen. Der Graf entlässt daraufhin seinen Verwalter. Dieser zieht nach sechs Dienstjahren mit seinen beiden Kindern in die Stadt, vertrinkt seine Habe und hungert.
Der Untersuchungsrichter betrachtet Olenka als seine Geliebte und erwägt, sie und den Grafen zu töten, als er des Nachts von Karnejew heimgeschickt wird, weil er das Tête-à-Tête der beiden störe. Der Untersuchungsrichter weiß nicht, was er von den beiden halten soll. Der Graf schwankt zwischen Ab- und Zuneigung. Olenka äußert vor den Leuten, als es auf die Jagd geht, der Graf wolle sie hinauswerfen.
Nadeshda hat eine Neuigkeit für den Untersuchungsrichter. Sie will den Grafen heiraten. Da taucht Sosja, die Frau des Grafen, an der Seite ihres Bruders Kajetan Przechocki auf. Der Friedensrichter Kalinin wird ohnmächtig. Der Kiebitz erscheint mitten in der Nacht mit schlechten Nachrichten beim Untersuchungsrichter. Nadeshda habe einen Selbstmordversuch hinter sich. Mit ihrer Heirat habe sie sich an Sinowjew rächen wollen. Sinowjew müsse Nadeshda heiraten. Der eingefleischte Junggeselle will nicht.
Sinowjew erhält vom Grafen die briefliche Mitteilung, Olenka – während der Jagd tödlich verletzt – liege im Sterben. In Karnejewka angekommen, erfährt der Untersuchungsrichter vom Grafen, dieser sei in Petersburg verheiratet worden, als er betrunken war. Und Olenka sei auf der Jagd im Walde der eigene stumpfe Dolch in die Hüfte gestoßen worden. Sie habe zu viel Blut verloren. Der Graf hält Urbenin für den Täter und fürchtet auch noch um das eigene Leben. Kurz vor ihrem Tod befragt der Untersuchungsrichter die Sterbende. Olenka gibt den Namen ihres Mörders nicht preis und stirbt. Ein Raubmord liegt nicht vor. Der Untersuchungsrichter vermutet, Olenka hat ihm den Namen ihres Mörders verschwiegen, weil sie diesen vor harter Strafe schützen wollte. Demnach kämen als Täter der Vater, der Ehemann oder der Graf in Frage. Da der Vater und der Graf ein Alibi haben, wird Urbenin verhaftet, angeklagt und verurteilt. Sinowjew hatte bereits vor der Gerichtsverhandlung die Mordsache an einen Kollegen übergeben und seinen Abschied nehmen müssen. Sinowjew gibt als Entlassungsgründe seinen schlechten Ruf als Saufkumpan des Grafen und Unregelmäßigkeiten bei der Verwahrung Untersuchungsgefangener an. Sinowjew wird als Zeuge zu dem Mordprozess geladen. Er kommt ungeschoren davon.
Das Gut des Grafen fällt in die Hände seiner Frau und Przechockis. Der Graf verarmt und lebt auf Kosten Sinowjews.

## Rahmenerzählung
Im April 1880 bringt der Kandidat der Rechte Iwan Petrowitsch Kamyschew, Untersuchungsrichter a. D., wohnhaft in der Moskauer Twerskaja, einem Zeitungsredakteur sein Manuskript zur Publikation. Darin geht es um Geschehnisse, die sich um 1872 in der russischen Provinz zutrugen. Der Redakteur bittet sich drei Monate zur Durchsicht des Manuskripts aus.
Als Kamyschew im Sommer 1880 wieder in der Redaktion vorspricht, redet ihm der erregte Redakteur ins Gewissen. Nicht Urbenin – zu 15 Jahren Zwangsarbeit in Sibirien verurteilt – war der Mörder der jungen schönen Olenka, sondern Kamyschew selbst. Letzterer gibt die Tat zu. Olenka habe in dem Walde Kamyschew gestanden, nie habe sie einen anderen geliebt als ihn. Als sie aber beigefügt hatte: „Hätte ich nicht Urbenin geheiratet, könnte ich jetzt die Frau eines Grafen werden“, hätte das Kamyschew nicht verwinden können und sei zur Tat geschritten.

## Form
Als der um die vierzig Jahre alte Kamyschew in der Rahmenerzählung die Redaktionsstube betritt, wird er vom Redakteur als „groß, breitschultrig und kompakt“ beschrieben, als Mann, der „ohne sonderliche Anstrengung ein Hufeisen“ zwischen den Fäusten verbiegen könnte. Das alles passt zu der Eröffnung am Romanschluss: Der Täter muss ein Kraftprotz gewesen sein. Der Redakteur weist durch zahlreiche Fußnoten – besonders im letzten Viertel der Binnenerzählung – darauf hin, wie der Untersuchungsrichter mit Erfolg allen Tatverdacht von sich abgewiesen hat.
Gleich zu Anfang der Binnenerzählung beginnt der Untersuchungsrichter mit seinen Blicken in die Zukunft, die über den ganzen Text hinweg andauern: Olenka werde „in der Folgezeit die Heldin“ seines „höchst unruhigen Romans“ sein. Eines seiner Schreibanliegen ist, „das Bild“ seiner „geliebten Heldin erstehen zu lassen“. Kurz bevor Olenka Frau Urbenina wird, ist der Spaß für den Untersuchungsrichter vorbei. Er schreibt: „Vom folgenden Kapitel an wird das Antlitz meiner bislang friedfertigen Muse statt ruhiger Gelassenheit Zorn und Trauer widerspiegeln. Der Prolog ist zu Ende, das Drama beginnt.“
Während der Niederschrift blickt der Untersuchungsrichter betrübt auf seine Fehler und Grausamkeiten zurück. Beispiel: Er hatte auf Nadeshdas ehrliche Frage während Olenkas Hochzeitsfeier die Antwort verweigert.
Als der Graf Olenka für sich gewinnt, schreibt der Untersuchungsrichter dazu: „...niemand... hätte geglaubt, daß der knabenhafte Eroberungsversuch einige der beteiligten Personen in den sittlichen Niedergang, in den Tod und gar ins Verbrechen treiben sollte.“ Dass er damit den Verwalter Urbenin, dessen Frau Olenka und sich selbst meint, kann der Leser zu dem frühen Zeitpunkt beim besten Willen noch nicht erraten. Es kommt streckenweise auf das Wort an. Der nach dem Sinn fragwürdiger Wendungen forschende Leser kann auch kaum darauf kommen, was es bedeutet, wenn der Graf in seine Rede einstreut, dass er gar nicht heiraten könne. Die Lösung kommt gegen Romanende: Graf Karnejew ist bereits verheiratet.
Der Untersuchungsrichter, der sich schließlich als der Mörder herausstellt, nimmt jeden potentiellen Verdächtigen ins Visier, um von sich abzulenken: „Der unerwartet in den Vordergrund getretene einäugige Kusma stiftete in dem schon fast abgeschlossenen Roman eine heillose Verwirrung.“ Zudem wird mit „Roman“ ironisch auf ein Gedankengebäude hingewiesen, das – wie sich herausstellt – im wesentlichen Punkt der Morduntersuchung zugunsten des Verfassers Kamyschew beträchtlich von der Wahrheit abweicht.

## Adaptionen

### Verfilmung
- 1944, Vereinigte Staaten, Sommerstürme, Kinofilm, inszeniert von Douglas Sirk.
- 1968, BRD, Tragödie auf der Jagd, TV-Film unter der Regie von Gerhard Klingenberg mit Erich Schellow in der Rolle des Untersuchungsrichters Kamyschew, Heinrich Schweiger als Graf Karnejew und Karin Baal als Olenka.
- 1970, Sowjetunion, Ein Drama auf der Jagd, TV-Film (137 min) von Boris Nirenburg[5] mit Juri Jakowlew als Untersuchungsrichter Kamyschew und Alexander Kaidanowski als Graf Karnejew.
- 1978, Sowjetunion, BRD, Drama auf der Jagd / Mein liebes zärtliches Tier[6], Spielfilm von Emil Loteanu[7] mit Oleg Jankowski als Untersuchungsrichter Kamyschew und Kirill Lawrow als Graf Karnejew[8]. Der Film kam am 26. Oktober 1979 in die DDR-Kinos.

### Hörspiel
- 2004, SWR, Das Drama auf der Jagd, Hörspiel (89 min) von Beate Andres mit Martin Feifel als Untersuchungsrichter Kamyschew und Jens Wawrczeck als Graf Karnejew.[9]

## Deutschsprachige Ausgaben
- Das Drama auf der Jagd. Eine wahre Begebenheit. Roman. Aus dem Russischen von Peter Urban. 248 Seiten. Diogenes-Verlag, Zürich 1985. ISBN 978-3-257-21379-9

### Verwendete Ausgabe
- Ein Drama auf der Jagd. Kriminalroman. Übersetzt von Hartmut Herboth. 259 Seiten. Verlag Das Neue Berlin, Berlin 1987 (1. Aufl.), ISBN 3-360-00074-9